# Décès en avril 2015
Décès
- 2011
- 2012
- 2013
- 2014
- 2015
- 2016
- 2017
- 2018
- 2019

Pour une information complémentaire, voir la page d'aide.

| Date      | Nom                                   | Activités                                                                                          | Âge   | Source |
| --------- | ------------------------------------- | -------------------------------------------------------------------------------------------------- | ----- | ------ |
| 1er avril | John Paul Hammerschmidt (en)          | Homme politique américain.                                                                         | 92    | (en)   |
| 1er avril | Zdravko-Ćiro Kovačić                  | Joueur croate de water-polo.                                                                       | 89    | (hr)   |
| 1er avril | Eddie LeBaron (en)                    | Footballeur américain.                                                                             | 85    |        |
| 1er avril | Misao Ōkawa                           | Supercentenaire japonaise, doyenne de l'humanité.                                                  | 117   |        |
| 1er avril | Cynthia Powell                        | Écrivain britannique, épouse de John Lennon.                                                       | 75    |        |
| 1er avril | Nicolae Rainea                        | Arbitre roumain de football.                                                                       | 81    | (ro)   |
| 2 avril   | Natalia Bobrova                       | Gymnaste artistique russe.                                                                         | 36    |        |
| 2 avril   | Marie Brudieux                        | Doyenne des Français.                                                                              | 114   |        |
| 2 avril   | Wally Cassell                         | Acteur américain.                                                                                  | 103   | (en)   |
| 2 avril   | Luis Delgado Aparicio                 | Homme politique péruvien.                                                                          | 74    | (es)   |
| 2 avril   | William Benedict Friend (en)          | Prélat catholique américain.                                                                       | 83    | (en)   |
| 2 avril   | Fillie Lyckow                         | Actrice suédoise.                                                                                  | 80    | (sv)   |
| 2 avril   | Manoel de Oliveira                    | Réalisateur portugais.                                                                             | 106   |        |
| 2 avril   | Barbara Sass                          | Scénariste et réalisatrice polonaise.                                                              | 78    | (en)   |
| 2 avril   | Robert H. Schuller (en)               | Télévangéliste américain.                                                                          | 88    | (en)   |
| 2 avril   | Steve Stevaert                        | Homme politique belge.                                                                             | 60    |        |
| 2 avril   | Abdelhadi Tazi                        | Historien et écrivain marocain.                                                                    | 94    |        |
| 2 avril   | Alberto Ricardo da Silva              | Prélat catholique est-timorais.                                                                    | 71    | (pt)   |
| 2 avril   | José da Silva Lopes                   | Économiste et homme politique portugais.                                                           | 82    | (pt)   |
| 3 avril   | Walter Bal                            | Directeur de la photographie néerlandais.                                                          | 75    |        |
| 3 avril   | Bob Burns                             | Batteur américain du groupe Lynyrd Skynyrd.                                                        | 64    |        |
| 3 avril   | Rocío García Gaytán (en)              | Femme politique mexicaine.                                                                         | 55    | (es)   |
| 3 avril   | Osea Gavidi                           | Chef coutumier et homme politique fidjien.                                                         | 71    | (en)   |
| 3 avril   | Mathias Gnädinger                     | Acteur suisse.                                                                                     | 74    |        |
| 3 avril   | Raúl Gorriti                          | Footballeur péruvien.                                                                              | 58    | (es)   |
| 3 avril   | Kayahan                               | Auteur-compositeur-interprète turc.                                                                | 66    | (en)   |
| 3 avril   | Vivian Nathan                         | Actrice américaine.                                                                                | 98    | (en)   |
| 3 avril   | Algirdas Vaclovas Patackas            | Homme politique et écrivain lituanien.                                                             | 71    | (lt)   |
| 3 avril   | Luis Pérez de Onraita Aguirre (de)    | Prélat et missionnaire catholique espagnol.                                                        | 81    | (es)   |
| 3 avril   | Robert Rietti                         | Acteur britannique                                                                                 | 92    | (en)   |
| 4 avril   | Jaroslav Balcar                       | Sauteur à ski tchécoslovaque puis tchèque.                                                         | 62    | (cs)   |
| 4 avril   | Ramón Ivanoes Barreto Ruiz            | Arbitre uruguayen de football.                                                                     | 75    | (es)   |
| 4 avril   | Sarah Brady (en)                      | Militante américaine du contrôle des armes à feu.                                                  | 73    |        |
| 4 avril   | Michael Jandreau (en)                 | Chef amérindien.                                                                                   | 71    | (en)   |
| 4 avril   | Jamaluddin Jarjis                     | Homme politique malaisien.                                                                         | 63    | (en)   |
| 4 avril   | Lalit Kishore Chaturvedi (en)         | Homme politique indien.                                                                            | 84    | (en)   |
| 4 avril   | Elmer Lach                            | Hockeyeur sur glace canadien.                                                                      | 97    |        |
| 4 avril   | Donald N. Levine (en)                 | Sociologue américain.                                                                              | 83    | (en)   |
| 4 avril   | Klaus Rifbjerg                        | Poète, écrivain, nouvelliste et scénariste danois.                                                 | 83    | (da)   |
| 4 avril   | Jean-Marie Roux                       | Homme politique français.                                                                          | 78    |        |
| 5 avril   | Barbara Bergmann                      | Économiste féministe américaine.                                                                   | 87    | (en)   |
| 5 avril   | Fredric Brandt (en)                   | Dermatologue américain.                                                                            | 65    | (en)   |
| 5 avril   | Juan Carlos Cáceres                   | Musicien et artiste peintre argentin.                                                              | 78    |        |
| 5 avril   | Ramnath Dhakal (en)                   | Homme politique népalais.                                                                          | 52    | (en)   |
| 5 avril   | Richard A. Dysart                     | Acteur américain.                                                                                  | 86    | (en)   |
| 5 avril   | Sid Ali Kouiret                       | Acteur algérien.                                                                                   | 82    |        |
| 5 avril   | Pāvels Kovaļovs                       | Athlète letton.                                                                                    | 25    | (lv)   |
| 5 avril   | Richard LaSalle                       | Compositeur américain.                                                                             | 97    | (en)   |
| 5 avril   | Gordon Moyes (en)                     | Homme politique australien.                                                                        | 76    | (en)   |
| 5 avril   | Jehan Rajab (en)                      | Femme de lettres koweïtienne, fondatrice du Tareq Rajab Museum.                                    | 80-81 | (en)   |
| 5 avril   | Steve Rickard (en)                    | Catcheur néozélandais.                                                                             | 85    | (en)   |
| 5 avril   | Francesco Smalto                      | Couturier italien.                                                                                 | 87    |        |
| 5 avril   | Tom Towles                            | Acteur américain.                                                                                  | 65    | (en)   |
| 5 avril   | Julie Wilson (en)                     | Chanteuse et actrice américaine.                                                                   | 90    | (en)   |
| 6 avril   | Hardijs Baumanis (en)                 | Diplomate letton.                                                                                  | 47    | (en)   |
| 6 avril   | Giovanni Berlinguer (en)              | Homme politique italien.                                                                           | 90    | (it)   |
| 6 avril   | James Best                            | Acteur américain.                                                                                  | 88    | (en)   |
| 6 avril   | Robert Calle                          | Cancérologue, collectionneur d'art contemporain français, premier directeur du Carré d'art.        | 94    |        |
| 6 avril   | Paul Dearing                          | Hockeyeur sur gazon australien.                                                                    | 73    |        |
| 6 avril   | Milton Delugg                         | Acteur et compositeur américain.                                                                   | 96    | (en)   |
| 6 avril   | Eugène Moke                           | Prélat catholique du Congo-Kinshasa.                                                               | 99    |        |
| 6 avril   | Romualdas Ozolas (en)                 | Homme politique lituanien.                                                                         | 76    | (lt)   |
| 6 avril   | José Ferdinando Puglia                | Footballeur brésilien.                                                                             | 78    | (pt)   |
| 6 avril   | Dollard St-Laurent                    | Hockeyeur sur glace canadien.                                                                      | 85    |        |
| 6 avril   | Gertrude Weaver                       | Supercentenaire américaine, doyenne de l'humanité.                                                 | 116   |        |
| 7 avril   | Mohammad Bahr al-Ouloum               | Homme politique irakien.                                                                           | 88    | (en)   |
| 7 avril   | Kardam de Bulgarie                    | Prince héritier de Bulgarie.                                                                       | 52    | (bg)   |
| 7 avril   | Yves Coquelle                         | Homme politique français.                                                                          | 75    |        |
| 7 avril   | Harry Dowd (en)                       | Footballeur anglais.                                                                               | 76    | (en)   |
| 7 avril   | Stan Freberg                          | Acteur, scénariste, compositeur et réalisateur américain.                                          | 88    | (en)   |
| 7 avril   | Jean Germain                          | Homme politique français.                                                                          | 67    |        |
| 7 avril   | Richard Henyekane                     | Footballeur sud-africain.                                                                          | 31    | (en)   |
| 7 avril   | Stanley Kutler (en)                   | Historien américain.                                                                               | 80    | (en)   |
| 7 avril   | Geoffrey Lewis                        | Acteur américain.                                                                                  | 79    | (en)   |
| 7 avril   | Roland Pierroz                        | Cuisinier suisse.                                                                                  | 73    |        |
| 7 avril   | Maria Luisa Poumaillou                | Acheteuse vénézuélienne de mode.                                                                   | 61    |        |
| 8 avril   | Liliane Bert                          | Actrice et animatrice de télévision française.                                                     | 92    | (en)   |
| 8 avril   | Yves Coquelle                         | Homme politique français.                                                                          | 75    |        |
| 8 avril   | Jean-Louis Crémieux-Brilhac           | Haut fonctionnaire français, résistant et historien de la Seconde Guerre mondiale.                 | 98    |        |
| 8 avril   | Jérôme Duhamel                        | Journaliste et écrivain français.                                                                  | 65-66 |        |
| 8 avril   | Nagore E. M. Hanifa (en)              | Homme politique et chanteur indien.                                                                | 89    | (en)   |
| 8 avril   | Rayson Huang                          | Chimiste et homme politique hongkongais, vice-chancelier de l'Université de Hong Kong (1972-1986). | 94    | (en)   |
| 8 avril   | Jayakanthan                           | Écrivain, essayiste, journaliste, pamphlétaire, réalisateur de films et critique tamoul.           | 80    | (en)   |
| 8 avril   | Simon-Pierre Kikhounga-Ngot           | Homme politique congolais.                                                                         | 93    |        |
| 8 avril   | David Laventhol (en)                  | Journaliste américain.                                                                             | 81    | (en)   |
| 8 avril   | Udugama Sri Buddharakkitha Thero (en) | Moine bouddhiste srilankais.                                                                       | 85    | (en)   |
| 8 avril   | Jean-Claude Turcotte                  | Cardinal canadien, archevêque émérite de Montréal.                                                 | 78    |        |
| 9 avril   | Paul Almond                           | Scénariste, réalisateur et producteur canadien.                                                    | 83    | (en)   |
| 9 avril   | João Alves dos Santos (pt)            | Prélat catholique brésilien.                                                                       | 82    | (pt)   |
| 9 avril   | Gilbert Baqué                         | Poète français.                                                                                    | 75    |        |
| 9 avril   | Nina Companeez                        | Réalisatrice, scénariste et dramaturge française.                                                  | 77    |        |
| 9 avril   | Alexander Dalgarno                    | Physicien britannique.                                                                             | 87    | (en)   |
| 9 avril   | Ivan Doig (en)                        | Écrivain américain.                                                                                | 75    | (en)   |
| 9 avril   | Marcel Golay                          | Astronome et astrophysicien suisse.                                                                | 87    |        |
| 9 avril   | Jurgen Gothe (en)                     | Animateur de radio canadien.                                                                       | 70    | (en)   |
| 9 avril   | Hrushikesh Moolgavkar (en)            | Militaire indien, chef d'état-major de l'armée de l'air (1976-1978).                               | 94    | (en)   |
| 9 avril   | Elmo Perera                           | Prélat catholique srilankais.                                                                      | 82    | (en)   |
| 9 avril   | Robert Pringarbe                      | Dirigeant sportif français.                                                                        | 94    |        |
| 9 avril   | Tut Taylor (en)                       | Musicien américain de bluegrass.                                                                   | 91    | (en)   |
| 10 avril  | Andrzej Ajnenkiel                     | Historien polonais.                                                                                | 84    | (pl)   |
| 10 avril  | Paul Almond                           | Scénariste, réalisateur, producteur et écrivain canadien.                                          | 83    | (en)   |
| 10 avril  | Richie Benaud                         | Joueur de cricket australien.                                                                      | 84    | (en)   |
| 10 avril  | Heliodora Carneiro de Mendonça (pt)   | Essayiste, traductrice et critique brésilienne de théâtre.                                         | 91    | (pt)   |
| 10 avril  | Raúl Héctor Castro (en)               | Homme politique et diplomate américain.                                                            | 98    | (en)   |
| 10 avril  | David Dank (en)                       | Homme politique américain.                                                                         | 76    | (en)   |
| 10 avril  | Henry Delage                          | Éleveur français, propriétaire du cheval Jappeloup de Luze.                                        | 89    |        |
| 10 avril  | Eduardo Gauggel                       | Juge et homme politique hondurien.                                                                 | 61    | (es)   |
| 10 avril  | Dorothy Jelicich                      | Femme politique néo-zélandaise.                                                                    | 87    | (en)   |
| 10 avril  | Judith Malina                         | Femme de lettres et actrice américaine, fondatrice du Living Theatre.                              | 88    | (en)   |
| 10 avril  | Keith McCormack (en)                  | Chanteur et guitariste américain.                                                                  | 74    | (en)   |
| 10 avril  | William S. Powell (en)                | Historien américain.                                                                               | 95    | (en)   |
| 10 avril  | Puren                                 | Prétendant au trône de Chine.                                                                      | 96    | (zh)   |
| 10 avril  | Ghulam Rasool Kar (en)                | Homme politique indien.                                                                            | 94    | (en)   |
| 10 avril  | Rose Rogombé                          | Femme politique gabonaise.                                                                         | 72    |        |
| 10 avril  | Margaret Rule                         | Archéologue britannique.                                                                           | 86    | (en)   |
| 10 avril  | Ray Treacy                            | Footballeur irlandais.                                                                             | 68    | (en)   |
| 11 avril  | Adelina Gutiérrez                     | Astrophysicienne chilienne.                                                                        | 89    | (es)   |
| 11 avril  | Muhammad Kamaruzzaman                 | Homme politique et criminel bangladais.                                                            | 62    | (en)   |
| 11 avril  | Sheila Kitzinger                      | Militante britannique de l'accouchement naturel.                                                   | 96    | (en)   |
| 11 avril  | Janusz Kurczab                        | Escrimeur polonais.                                                                                | 77    | (pl)   |
| 11 avril  | François Maspero                      | Écrivain, éditeur et traducteur français.                                                          | 83    |        |
| 11 avril  | Viv Nicholson (en)                    | Gagnante de pari sportif britannique.                                                              | 79    | (en)   |
| 11 avril  | Heino Pulli                           | Hockeyeur sur glace finlandais.                                                                    | 77    | (fi)   |
| 11 avril  | Tekena Tamuno                         | Historien nigérian.                                                                                | 83    | (en)   |
| 11 avril  | Kyle Testerman (en)                   | Homme politique américain.                                                                         | 79    | (en)   |
| 11 avril  | Lars Tunbjörk                         | Photographe suédois.                                                                               | 59    | (sv)   |
| 12 avril  | Jože Ciuha                            | Artiste peintre slovène.                                                                           | 91    | (sl)   |
| 12 avril  | Noël De Pauw                          | Coureur cycliste belge.                                                                            | 72    |        |
| 12 avril  | Patrice Dominguez                     | Tennisman français.                                                                                | 65    |        |
| 12 avril  | Claude Lanthier                       | Ingénieur, professeur et ex-politicien fédéral québécois.                                          | 82    |        |
| 12 avril  | André Mba Obame                       | Homme politique gabonais.                                                                          | 57    |        |
| 13 avril  | Gerald Calabrese (en)                 | Homme politique et basketteur américain.                                                           | 90    | (en)   |
| 13 avril  | Ronnie Carroll                        | Chanteur et homme politique nord-irlandais.                                                        | 80    | (en)   |
| 13 avril  | Thelma Coyne Long                     | Tenniswoman australienne.                                                                          | 96    | (en)   |
| 13 avril  | Mária Gulácsy                         | Fleurettiste hongroise, médaillée d'argent aux Jeux olympiques d'été de 1968.                      | 73    | (hu)   |
| 13 avril  | Eduardo Galeano                       | Écrivain et journaliste uruguayen.                                                                 | 74    |        |
| 13 avril  | Günter Grass                          | Écrivain et artiste allemand, lauréat du prix Nobel de littérature (1999).                         | 87    |        |
| 13 avril  | Alberto Guimarães Rezende (pt)        | Prélat catholique brésilien.                                                                       | 89    | (pt)   |
| 13 avril  | Haanii Shivraj (en)                   | Mannequin et actrice malaisienne.                                                                  | 29    | (en)   |
| 13 avril  | Herb Trimpe                           | Dessinateur et scénariste américain.                                                               | 75    | (en)   |
| 14 avril  | Norman H. Bangerter                   | Homme politique américain.                                                                         | 82    | (en)   |
| 14 avril  | Anne-Marie Peysson                    | Speakerine et journaliste française.                                                               | 79    |        |
| 14 avril  | Majid Rahnema                         | Diplomate, homme politique et écrivain iranien.                                                    | 91    |        |
| 14 avril  | Mark Reeds (en)                       | Entraîneur-adjoint canadien de hockey sur glace.                                                   | 55    | (en)   |
| 14 avril  | Meir Rosenne (en)                     | Avocat et diplomate israélien, ambassadeur en France (1979-1983).                                  | 84    |        |
| 14 avril  | Ivan Šantek                           | Footballeur yougoslave puis croate.                                                                | 82    | (sr)   |
| 14 avril  | Arnold Schütz (de)                    | Footballeur allemand.                                                                              | 80    | (de)   |
| 14 avril  | Percy Sledge                          | Chanteur de soul américain.                                                                        | 73    |        |
| 14 avril  | Roberto Tucci                         | Cardinal italien.                                                                                  | 93    |        |
| 14 avril  | Napoleon Washington                   | Musicien et auteur-compositeur suisse.                                                             | 43    |        |
| 15 avril  | Kinya Aikawa                          | Acteur japonais, spécialiste de Seiyū.                                                             | 80    | (en)   |
| 15 avril  | Jonathan Crombie                      | Acteur canadien.                                                                                   | 48    | (en)   |
| 15 avril  | Oleg Kalachnikov                      | Homme politique soviétique, puis ukrainien.                                                        | 52    | (ru)   |
| 15 avril  | Felice Leonardo (it)                  | Prélat catholique italien.                                                                         | 100   | (it)   |
| 15 avril  | Alexandre Nadson                      | Prêtre, soviétique puis biélorusse, de l'Église grecque-catholique biélorusse.                     | 88    | (en)   |
| 15 avril  | Teresa Rebull                         | Résistante, chanteuse et artiste peintre française.                                                | 95    |        |
| 15 avril  | Surya Bahadur Thapa                   | Homme politique népalais.                                                                          | 88    | (en)   |
| 16 avril  | Driss Bamous                          | Footballeur et dirigeant sportif marocain.                                                         | 72    |        |
| 16 avril  | Valeri Belooussov                     | Hockeyeur sur glace puis entraîneur soviétique, russe.                                             | 66    | (ru)   |
| 16 avril  | Oles Bouzina                          | Journaliste soviétique, puis ukrainien.                                                            | 45    | (ru)   |
| 16 avril  | Attaphol Buspakom                     | Joueur et entraîneur thaïlandais de football.                                                      | 52    | (en)   |
| 16 avril  | Alain Dewerpe                         | Historien français.                                                                                | 62    |        |
| 16 avril  | Stanislav Gross                       | Juriste et homme politique tchèque.                                                                | 45    |        |
| 16 avril  | Laurent Jiménez-Balaguer              | Peintre espagnol.                                                                                  | 87    | (es)   |
| 16 avril  | Johnny Kemp                           | Chanteur, compositeur et producteur bahaméen.                                                      | 55    | (en)   |
| 16 avril  | Jean-Jacques Lefrère                  | Hématologue et écrivain français.                                                                  | 60-61 |        |
| 16 avril  | Giuseppe Zigaina                      | Peintre néorealiste italien.                                                                       | 91    |        |
| 17 avril  | Mariano Gago                          | Universitaire et homme politique portugais.                                                        | 66    | (pt)   |
| 17 avril  | Francis George                        | Cardinal américain.                                                                                | 78    | (en)   |
| 17 avril  | Jaroslav Holík                        | Hockeyeur sur glace tchécoslovaque, médaillé de bronze aux Jeux olympiques d'hiver de 1972.        | 72    |        |
| 17 avril  | Hannes Lindemann                      | Médecin, navigateur et céiste allemand.                                                            | 92    | (de)   |
| 18 avril  | Christopher Alan Bayly                | Historien britannique.                                                                             | 69    | (en)   |
| 18 avril  | Raoul Béteille                        | Magistrat et homme politique français.                                                             | 91    |        |
| 19 avril  | Richard Anthony                       | Chanteur français.                                                                                 | 77    |        |
| 19 avril  | Raymond Carr                          | Historien hispaniste britannique.                                                                  | 96    | (es)   |
| 19 avril  | Uche Chukwumerije                     | Homme politique nigérian.                                                                          | 75    | (en)   |
| 19 avril  | Ahmed Laghmani                        | Poète tunisien.                                                                                    | 92    |        |
| 19 avril  | Sandra Mackey                         | Écrivaine américaine.                                                                              | 77    | (en)   |
| 19 avril  | Oktay Sinanoğlu                       | Chimiste théoricien et biologiste moléculaire turc.                                                | 80    | (en)   |
| 19 avril  | Elio Toaff                            | Érudit italien, Grand rabbin de Rome (1951-2001).                                                  | 99    | (it)   |
| 19 avril  | Betty Willis (en)                     | Graphiste américaine, conceptrice du Welcome to Fabulous Las Vegas.                                | 91    | (en)   |
| 20 avril  | Gilberto Almeida                      | Peintre équatorien.                                                                                | 86    | (es)   |
| 20 avril  | Robert Hendrick                       | Homme politique belge.                                                                             | 73    |        |
| 20 avril  | Peter Howell                          | Acteur britannique.                                                                                | 96    | (en)   |
| 20 avril  | Albert Kalonji                        | Homme politique et homme d'affaires congolais.                                                     | 85    |        |
| 20 avril  | Aharon Lichtenstein                   | Rabbin israélien.                                                                                  | 81    |        |
| 20 avril  | Bob Maloubier                         | Résistant et espion français.                                                                      | 92    |        |
| 20 avril  | Roy Mason                             | Homme politique britannique, secrétaire d'État pour l'Irlande du Nord (1976-1979).                 | 91    | (en)   |
| 20 avril  | Frederic Morton (en)                  | Écrivain autrichien puis américain.                                                                | 90    | (en)   |
| 20 avril  | Gérard Sévérin                        | Psychanalyste français.                                                                            | 85    |        |
| 20 avril  | Hassan Al Shazly                      | Footballeur égyptien.                                                                              | 71    | (en)   |
| 21 avril  | Abdel Rahmane al-Abnoudi              | Poète égyptien.                                                                                    | 76    |        |
| 21 avril  | M. H. Abrams                          | Critique littéraire américain.                                                                     | 102   | (en)   |
| 21 avril  | Riccardo Filippi                      | Coureur cycliste italien.                                                                          | 84    | (it)   |
| 21 avril  | Betsy von Furstenberg                 | Actrice américaine née allemande.                                                                  | 83    | (en)   |
| 21 avril  | Gaston Jean-Michel                    | Prêtre catholique français.                                                                        | 103   |        |
| 21 avril  | Bakhtiar Khudojnazarov                | Réalisateur et producteur soviétique puis tadjik.                                                  | 49    | (ru)   |
| 21 avril  | Ferenc Konrád                         | Joueur de water-polo hongrois.                                                                     | 70    | (hu)   |
| 21 avril  | Jim McCarthy                          | Joueur de rugby à XV irlandais.                                                                    | 90    | (en)   |
| 21 avril  | John Moshoeu                          | Footballeur sud-africain.                                                                          | 49    |        |
| 21 avril  | Sydney Valpy Radley-Walters           | Tankiste canadien.                                                                                 | 95    | (en)   |
| 21 avril  | Léo Vidou                             | Aviateur français.                                                                                 | 94    |        |
| 21 avril  | Cindy Yang (en)                       | Actrice taïwanaise.                                                                                | 24    | (en)   |
| 22 avril  | Desmond Boal                          | Homme politique nord-irlandais.                                                                    | 85-86 | (en)   |
| 22 avril  | Dorothy Custer (en)                   | Actrice américaine.                                                                                | 103   | (en)   |
| 22 avril  | Régis Ghesquière                      | Décathlonien belge.                                                                                | 65    |        |
| 22 avril  | Nagare Hagiwara                       | Acteur japonais.                                                                                   | 62    | (en)   |
| 22 avril  | Páll Skúlason                         | Philosophe islandais.                                                                              | 69    |        |
| 22 avril  | Gennadi Vengerov                      | Acteur soviétique puis russe.                                                                      | 55    | (ru)   |
| 23 avril  | Aziz Asli                             | Footballeur iranien.                                                                               | 77    | (en)   |
| 23 avril  | Richard Corliss                       | Journaliste américain, critique de cinéma.                                                         | 71    | (en)   |
| 23 avril  | Alexander Eliot                       | Écrivain américain.                                                                                | 95    | (en)   |
| 23 avril  | Pierre Claude Nolin                   | Homme politique canadien, président du Sénat (2014-2015).                                          | 64    |        |
| 23 avril  | Jean-Claude Robillard                 | Acteur québécois.                                                                                  | 81    |        |
| 23 avril  | Sawyer Sweeten (en)                   | Acteur américain.                                                                                  | 19    |        |
| 23 avril  | Francis Tsai (en)                     | Dessinateur américain de comics.                                                                   | 48    | (en)   |
| 24 avril  | Władysław Bartoszewski                | Historien et homme politique polonais.                                                             | 93    | (pl)   |
| 24 avril  | Thomas Connolly (en)                  | Prélat catholique américain.                                                                       | 92    | (en)   |
| 24 avril  | Rustum Ghazaleh                       | Militaire et espion syrien.                                                                        | 61    | (en)   |
| 24 avril  | Sabeen Mahmud                         | Militante pakistanaise des droits de l'homme.                                                      | ?     | (en)   |
| 24 avril  | Raymond Roussin (en)                  | Prélat catholique canadien.                                                                        | 75    | (en)   |
| 24 avril  | Sid Tepper (en)                       | Auteur de chansons américain.                                                                      | 96    | (en)   |
| 25 avril  | Karl-Otto Alberty                     | Acteur allemand.                                                                                   | 81    |        |
| 25 avril  | Pierre Weiss                          | Homme politique italo-suisse.                                                                      | 63    |        |
| 25 avril  | Jim Fanning                           | Entraîneur américain de baseball.                                                                  | 87    |        |
| 25 avril  | Dan Fredinburg (en)                   | Cadre américain de Google.                                                                         | 33    | (en)   |
| 25 avril  | Jiří Hledík                           | Footballeur tchécoslovaque puis tchèque.                                                           | 86    | (cs)   |
| 25 avril  | Berthe Kal                            | Soprano et pédagogue française.                                                                    | 101   |        |
| 25 avril  | Otakar Krámský                        | Pilote de courses de côtes tchèque.                                                                | 55    | (de)   |
| 25 avril  | Matthias Kuhle (en)                   | Géographe allemand.                                                                                | 67    | (de)   |
| 25 avril  | Don Mankiewicz                        | Scénariste américain.                                                                              | 93    | (en)   |
| 25 avril  | Alfred Schreyer                       | Violoniste polonais.                                                                               | 92    | (pl)   |
| 26 avril  | Maurice Fellous                       | Directeur de la photographie français.                                                             | 89    |        |
| 26 avril  | Jayne Meadows                         | Actrice américaine.                                                                                | 95    | (en)   |
| 26 avril  | Marcel Pronovost                      | Hockeyeur sur glace canadien.                                                                      | 84    |        |
| 27 avril  | Jean Bengué                           | Joueur de basket-ball et homme politique centrafricain.                                            | 72    |        |
| 27 avril  | Suzanne Crough                        | Actrice américaine.                                                                                | 52    | (en)   |
| 27 avril  | Jack Ely (en)                         | Chanteur américain du groupe The Kingsmen.                                                         | 77    |        |
| 27 avril  | Gene Fullmer                          | Boxeur américain.                                                                                  | 83    | (en)   |
| 27 avril  | Verne Gagne                           | Catcheur américain puis promoteur de catch.                                                        | 89    | (en)   |
| 27 avril  | Andrew Lesnie                         | Directeur de la photographie australien.                                                           | 59    |        |
| 27 avril  | Jean-Pierre Vielfaure                 | Peintre, graveur et lithographe français.                                                          | 84    |        |
| 28 avril  | Antônio Abujamra                      | Acteur et metteur en scène brésilien.                                                              | 82    | (pt)   |
| 28 avril  | Duri Camichel                         | Joueur suisse de hockey sur glace.                                                                 | 32    |        |
| 28 avril  | Andrew Chan (en)                      | Trafiquant de stupéfiants australien, des Neuf de Bali.                                            | 31    | (en)   |
| 28 avril  | René Féret                            | Acteur, réalisateur, scénariste et producteur français.                                            | 69    |        |
| 28 avril  | Rodrigo Gularte (en)                  | Trafiquant de stupéfiants brésilien.                                                               | 42    | (pt)   |
| 28 avril  | Ashura Hara                           | Joueur de rugby et catcheur japonais.                                                              | 68    | (ja)   |
| 28 avril  | Serge Koolenn                         | Chanteur français.                                                                                 | 68    |        |
| 28 avril  | Yoshihiko Osaki                       | Nageur japonais, médaillé d'argent et de bronze aux Jeux olympiques d'été de 1960.                 | 76    | (en)   |
| 28 avril  | Myuran Sukumaran (en)                 | Trafiquant de stupéfiants australien, des Neuf de Bali.                                            | 34    | (en)   |
| 29 avril  | Giovanni Canestri                     | Cardinal italien, archevêque émérite de Gênes.                                                     | 96    | (it)   |
| 29 avril  | Chantal Leblanc                       | Femme politique française.                                                                         | 70    |        |
| 29 avril  | Jean Lescot                           | Comédien français.                                                                                 | 76    |        |
| 29 avril  | François Michelin                     | Industriel français.                                                                               | 88    |        |
| 29 avril  | Jean Nidetch (en)                     | Entrepreneuse américaine, fondatrice de Weight Watchers.                                           | 91    | (en)   |
| 29 avril  | Jehan Revert                          | Prêtre sulpicien et musicien français.                                                             | 95    |        |
| 29 avril  | Daniel Walker                         | Homme politique américain.                                                                         | 92    | (en)   |
| 30 avril  | Lennart Bodström (en)                 | Homme politique suédois.                                                                           | 87    | (sv)   |
| 30 avril  | René-Pierre Hasquin                   | Journaliste et écrivain belge.                                                                     | 96    |        |
| 30 avril  | Ben E. King                           | Chanteur américain de rhythm and blues.                                                            | 76    |        |
| 30 avril  | Gregory Mertens                       | Footballeur belge.                                                                                 | 24    |        |
| 30 avril  | Patachou                              | Chanteuse et actrice française.                                                                    | 96    |        |
| 30 avril  | William Pfaff (en)                    | Journaliste américain.                                                                             | 86    |        |
| 30 avril  | Nigel Terry                           | Acteur britannique.                                                                                | 69    | (en)   |